# Élections partielles québécoises de mai 2008
L'élection partielle du 12 mai 2008 est une élection partielle qui s'est déroulée dans les circonscriptions de Bourget, Hull et Pointe-aux-Trembles.
Les résultats sont les suivants :
|                                                                                               | Nom             | Parti                        | Nombre de voix | %      | Maj.  |
| --------------------------------------------------------------------------------------------- | --------------- | ---------------------------- | -------------- | ------ | ----- |
|                                                                                               | Maka Kotto      | Parti québécois              | 6 575          | 40,7 % | 1 414 |
|                                                                                               | Lyn Thériault   | Libéral                      | 5 161          | 31,9 % | -     |
|                                                                                               | Scott McKay     | Vert                         | 1 839          | 11,4 % | -     |
|                                                                                               | Denis Mondor    | Action démocratique          | 1 520          | 9,4 %  | -     |
|                                                                                               | Gaétan Legault  | Québec solidaire             | 700            | 4,3 %  | -     |
|                                                                                               | Richard Gervais | Parti indépendantiste (2008) | 376            | 2,3 %  | -     |
| Total                                                                                         | Total           | Total                        | 16 171         | 100 %  |       |
| Le taux de participation lors de l'élection était de 34,5 % et 162 bulletins ont été rejetés. |                 |                              |                |        |       |

|                                                                                               | Nom                  | Parti                        | Nombre de voix | %      | Maj.  |
| --------------------------------------------------------------------------------------------- | -------------------- | ---------------------------- | -------------- | ------ | ----- |
|                                                                                               | Maryse Gaudreault    | Libéral                      | 7 403          | 45,2 % | 1 844 |
|                                                                                               | Gilles Aubé          | Parti québécois              | 5 559          | 33,9 % | -     |
|                                                                                               | Bill Clennett        | Québec solidaire             | 1 589          | 9,7 %  | -     |
|                                                                                               | Brian Gibb           | Vert                         | 1 185          | 7,2 %  | -     |
|                                                                                               | Jean-Philip Ruel     | Action démocratique          | 529            | 3,2 %  | -     |
|                                                                                               | Jean-Roch Villemaire | Parti indépendantiste (2008) | 111            | 0,7 %  | -     |
| Total                                                                                         | Total                | Total                        | 16 376         | 100 %  |       |
| Le taux de participation lors de l'élection était de 34,1 % et 128 bulletins ont été rejetés. |                      |                              |                |        |       |

|                                                                                               | Nom                  | Parti                        | Nombre de voix | %      | Maj.  |
| --------------------------------------------------------------------------------------------- | -------------------- | ---------------------------- | -------------- | ------ | ----- |
|                                                                                               | Nicole Léger         | Parti québécois              | 7 657          | 56 %   | 4 670 |
|                                                                                               | Mélissa Dumais       | Libéral                      | 2 987          | 21,8 % | -     |
|                                                                                               | Diane Bellemare      | Action démocratique          | 1 882          | 13,8 % | -     |
|                                                                                               | Xavier Daxhelet      | Vert                         | 661            | 4,8 %  | -     |
|                                                                                               | Marie Josèphe Pigeon | Québec solidaire             | 226            | 1,7 %  | -     |
|                                                                                               | Colette Provost      | Parti indépendantiste (2008) | 153            | 1,1 %  | -     |
|                                                                                               | Gérald Briand        | Indépendant                  | 78             | 0,6 %  | -     |
|                                                                                               | Régent Millette      | Indépendant                  | 31             | 0,2 %  | -     |
| Total                                                                                         | Total                | Total                        | 13 675         | 100 %  |       |
| Le taux de participation lors de l'élection était de 34,1 % et 146 bulletins ont été rejetés. |                      |                              |                |        |       |